# Acanthocapparis
Acanthocapparis, monotipski biljni rod dvojbenog statusa i nedovoljno poznat, zasada u porodici kaparovki, dio je tribusa Cappareae. Jedina vrsta je grm A. yunckeri, iz Hondurasa.
Rod je opisan u Harvard Pap. Bot. 25: 44 (2020). Kew ga tretira kao sinonim za Morisonia<.ref>Kew, pristupljeno 19. ožujka 2024.</ref>

## Opis
Acanthocapparis je novi monospecifični rod porodice Capparaceae iz Mesoamerked i segregacija Capparicordis, službeno je predložena. Također je dostupna nova kombinacija Acanthocapparis yunckeri. Rod se javlja od sjevernog Hondurasa do Campechea, na poluotoku Yucatan u Meksiku.
Capparis yunckeri Standl. izvorno je opisan kao izvanredan takson neotropskih Capparaceae s "nema vrste kojoj je uopće sličan" i prepoznat po "sjajnom habitusu i malim, širokim, obilno zvjezdastomentoznim listovima" (Standley u Yuncker, 1940.), jedinstvenom kombinacijom svojstava mezoameričkih Capparaceae (Cornejo i Iltis, 2015.). Vrsta je isprva bila poznata samo iz zbirke tipova, koja se sastoji od grana s lišćem i jednog (F) ili dva ploda (NY) koje je T. G. Yuncker sakupio iz šipražja u šumi, u polusušnoj regiji blizu Coyolesa, Department Yoro, sjeverni Honduras (Standley u Yunckeru, 1940). Nakon izvorne objave, cvjetovi C. yunckeri ostali su nepoznati znanstvenoj zajednici gotovo 80 godina. Unatoč drugačijem habitusu, jasnom obliku lista s istaknutim žilicama i gustom zvjezdastom dlakavošću te plodovima pepoa koje ta vrsta pokazuje, Capparis yunckeri je privremeno smješten u Capparicordis Iltis & Cornejo, južnoamerički rod, u očekivanju dostupnosti cvjetnih primjeraka (Iltis i Cornejo, 2007). Od osnivanja Capparicordisa 2007., C. yunckeri je ostao taksonomska zagonetka sve dok terenske slike koje je autoru poslao Paul House† iz Odsjeka Yoro, sjeverni Honduras, nisu po prvi put pokazale karakteristične cvjetne značajke ove vrste koje se ne uklapaju one Capparicordisove. Nadalje, prisutnost brahiblasta i/ili brahiblasta izvedenih iz trna, jedinstvena karakteristika među neotropskim Capparaceae, na prvi pogled jasno pokazuje da se C. yunckeri ne može smjestiti u Capparicordis niti u bilo koji drugi poznati rod, koji zaslužuje da bude prepoznat kao vlastiti. Osim toga, kolekcija s plodovima koja se čuva u MEXU iz jugoistočnog Campechea, koja je ostala bez identifikacije od 1996., pokazala se kao novi zapis o rasprostranjenosti ove svojte s poluotoka Yucatan u jugoistočnom Meksiku. Stoga su službeno predstavljeni novi rod, odgovarajuća nova kombinacija i potpuni opis vrste.

## Sinonimi
- Capparicordis yunckeri (Standl.) Iltis & Cornejo; Brittonia 59(3): 251 (2007)
- Capparis yunckeri Standl.; Publ. Field Mus. Nat. Hist., Chicago, Bot. Ser. 9: 291 (1940)
- Morisonia yunckeri (Standl.) Christenh. & Byng; The Global Flora, Special edition, part 1(4): 142 (2018)